# Рачкі (Мазовецьке воєводство)
Рачкі (пол. Raczki) — село в Польщі, у гміні Сарнаки Лосицького повіту Мазовецького воєводства. Населення — 49 осіб (2011).

## Історія
За даними етнографічної експедиції 1869—1870 років під керівництвом Павла Чубинського, у селі проживали лише греко-католики, які розмовляли українською мовою.
У 1975—1998 роках село належало до Білопідляського воєводства.

## Демографія
Демографічна структура станом на 31 березня 2011 року:
|          | Загалом | Допрацездатний вік | Працездатний вік | Постпрацездатний вік |
| -------- | ------- | ------------------ | ---------------- | -------------------- |
| Чоловіки | 27      | 2                  | 20               | 5                    |
| Жінки    | 22      | 2                  | 14               | 6                    |
| Разом    | 49      | 4                  | 34               | 11                   |